# Katy Curd
Katy Curd (ur. 27 kwietnia 1989 w Wiltshire) – brytyjska kolarka górska, trzykrotna medalistka mistrzostw świata, a także mistrzyni Europy.

## Kariera
Pierwszy sukces w karierze Katy Curd osiągnęła w 2007 roku, kiedy zdobyła srebrny medal w downhillu juniorek podczas mistrzostw świata w Fort William. W kategorii elite najlepszy wynik osiągnęła na mistrzostwach świata w Mont-Sainte-Anne w 2010 roku, gdzie była czwarta w four crossie. W 2012 roku zdobyła złoty medal w tej samej konkurencji podczas mistrzostw Europy w Moskwie. W zawodach tych wyprzedziła Austriaczkę Anitę Molcik i Lucię Oetjen ze Szwajcarii. Kolejny medal zdobyła na mistrzostwach świata w Pietermaritzburgu w 2013 roku. Była tam druga w four crossie, ulegając tylko Australijce Caroline Buchanan. Pierwszy raz na podium zawodów Pucharu Świata stanęła 19 września 2009 roku w Schladming, gdzie była trzecia w four crossie. Było to jej jedyne podium w sezonie 2009 i w klasyfikacji końcowej zajęła dwunaste miejsce. Na podium stała także w sezonie 2010 – 19 czerwca w Leogang była druga za Holenderką Anneke Beerten. W klasyfikacji generalnej była tym razem szósta.